# 帰郷 (野口五郎の曲)
「帰郷」（ききょう）は、野口五郎の曲。1975年のシングル「私鉄沿線」のB面に収録された。「私鉄沿線」と同じく、作詞は山上路夫、作曲は佐藤寛（野口の実兄）による。
カントリーと歌謡曲が ″結婚″ して出来た曲で、なんとなく暖かくて春の気配が感じられるほのぼのとした愛の曲。曲の間には野口の台詞が入っている。作曲者の佐藤は「この曲を自分の声に合ったキーで歌ってみて下さい。最後まで歌えた人は、歌手として充分な音域をそなえた人であるということです。」と述べている。